# 武蔵野操車場
武蔵野操車場（むさしのそうしゃじょう）は、かつて埼玉県三郷市および北葛飾郡吉川町（現在の吉川市）にあった、日本国有鉄道（国鉄）の貨物列車用の操車場（ヤード）である。

## 概要
武蔵野線が開通した1年半後の1974年（昭和49年）、同線の吉川駅と三郷駅の間に日本最大（全長5.2 km、最大幅約350 m・敷地面積約105万 m2 ）の操車場として誕生した。当時最新式を誇った YACS（英語: Yard Automatic Control System）を採用することによって、自動化された操車場を目指していた。総工費は280億円にのぼる。
貨車の仕分け・組成はコンピュータで処理され、入場してくる列車の機関車および貨車番号のカメラによる読み取りとデータ化
、入力した貨車番号や行き先等のデータによる仕分け作業の自動化が行われ、大幅な省力化と運送時間の短縮を実現した。
貨車組み替えの際も、無線操縦の機関車によってハンプと呼ばれる坂に貨車の押し上げ分離を行い突放し、自動的にポイントを切り替えて目的別に貨車を組み替えた。また、速度検出装置とカーリターダーを使用することによって、貨車を連結する速度を一定以下に抑えるようにブレーキをかけるなど、人手を使わない最新鋭のシステムを誇っていた。1日あたりの貨車取り扱い両数は4,400両の能力を誇っていた。
これらのコンピュータ処理などは武蔵野線の下り線付近に存在したコントロールセンターから行っていた。また操車場内には、武蔵野機関区も設置されており、DE11が11両配属されていた。
しかし、国鉄の経営悪化の影響によるヤード集結型貨物輸送の廃止（→1984年2月1日国鉄ダイヤ改正も参照）に伴い、開業わずか10年後の1984年（昭和59年）に機能を停止、1986年（昭和61年）に正式に廃止された。

## 歴史
- 1966年（昭和41年）5月：着工[2]。
- 1974年（昭和49年）10月1日：開設[1][2]。
- 1984年（昭和59年）2月1日：ヤード集結形輸送全廃により機能停止。
- 1986年（昭和61年）11月1日：廃止[1]。

## 廃止後の跡地利用
機能停止後の1985年（昭和60年）、沿線人口の増加により吉川駅 - 三郷駅間に新三郷駅が開業したが、武蔵野操車場内に線路等がそのまま残っている状態のため操車場を挟む形となってしまい、下りホーム（西船橋方面）と上りホーム（府中本町方面）が約360 m離れていた。
その後線路が取り除かれ、上下線のどちらにプラットホームを寄せるか揉めたものの、1999年（平成11年）に前後の上り線が下り線側へ移設され、新三郷駅の上りホームも下りホームのすぐ横へ移動した。
360 mをつないでいた跨線橋は現在は切断され、駅だけを跨ぐ橋になっている。また、上り線移設後も吉川駅東側や三郷駅西側にある広い複線間隔に当初の名残が見られる。平地であるにもかかわらず、常磐自動車道が武蔵野線を三郷トンネル（三郷ジャンクション - 三郷料金所間）でアンダーパスするのは、高速道路建設時に当操車場があった名残である。
廃止されて以後、1987年（昭和62年）の国鉄分割民営化に伴い、跡地は日本国有鉄道清算事業団に引き継がれたが、売却することなく解散した。しばらく開発は停滞していたが、鉄道建設・運輸施設整備支援機構発足後の2006年（平成18年）頃より、ショッピングセンターの建設で進展した。

### 三郷市域（約54.4ha）
2006年（平成18年）7月、跡地の競争入札が行われ、三井不動産が落札した。
三郷市域では、跡地を12の区画に分けており、このうち商業誘致地区（約16.2 ha）にはららぽーと新三郷、コストコが、生活利便地区（約13.5 ha）の一部にイケア新三郷店が出店している。2007年（平成19年）11月には、全街区の総称を「Shin-Misato LaLa City（新三郷ららシティ）」とすることが発表され、2008年（平成20年）10月1日に住居表示が施行された。また大型の物流倉庫や分譲住宅も建設された。

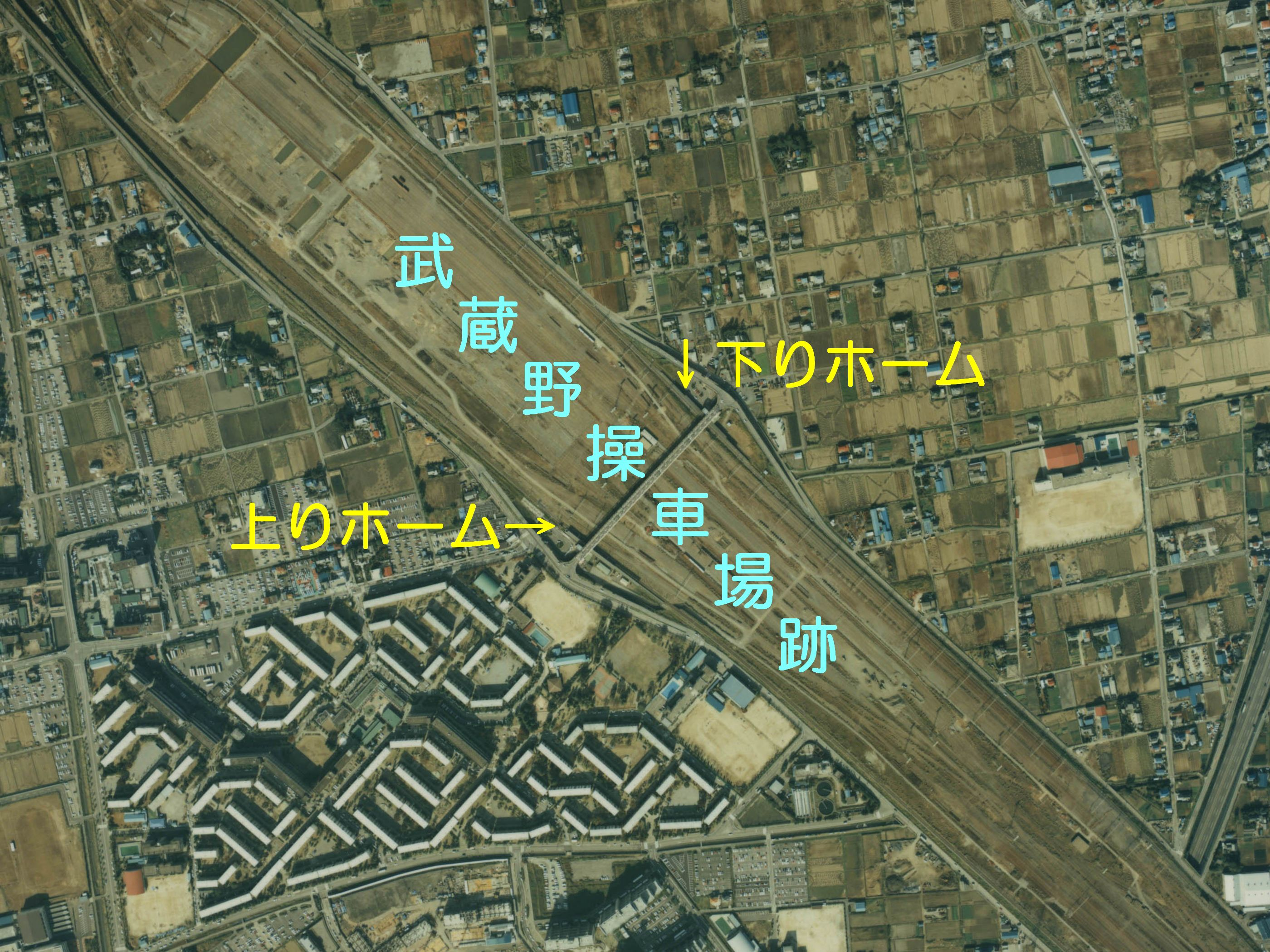
武蔵野操車場跡地と新三郷駅（1989年頃）国土交通省 国土地理院 地図・空中写真閲覧サービスの空中写真を基に作成
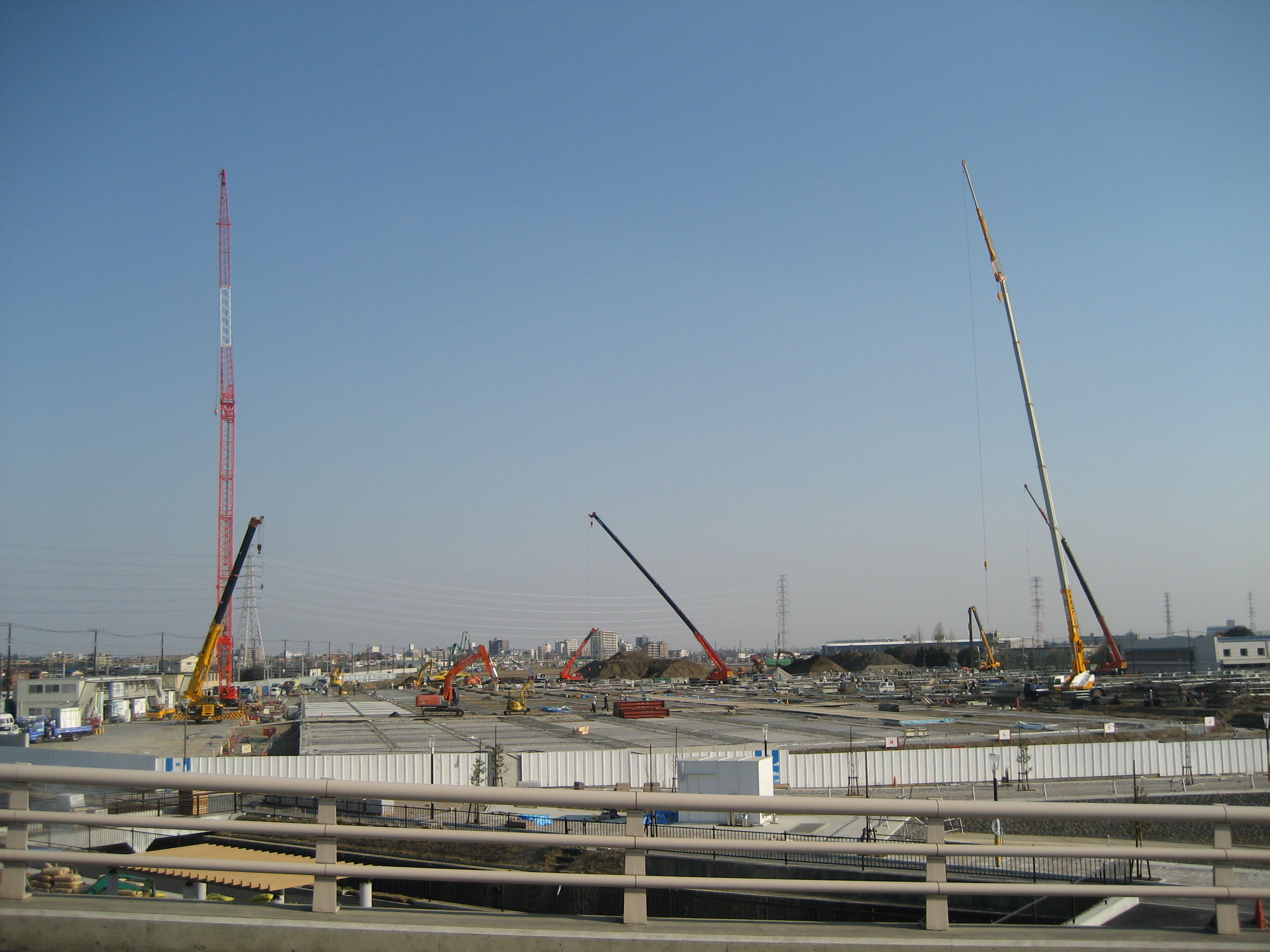
開発中の跡地（三郷駅方面、2008年）

### 吉川市域（約30ha）
吉川市域では新駅を設置し、それを中心にした開発計画が立案された。2007年（平成19年）12月には、吉川市とJR東日本の間に2面3線の折り返し運転可能な構造の新駅を建設する覚書が締結され、2012年（平成24年）3月17日に吉川美南駅が開業した。同駅西口方面では2013年（平成25年）にイオンタウン吉川美南が開業したほか、住宅などの整備が進んでいる。また、東口については2017年（平成29年）より再開発事業が10年計画で進められている。

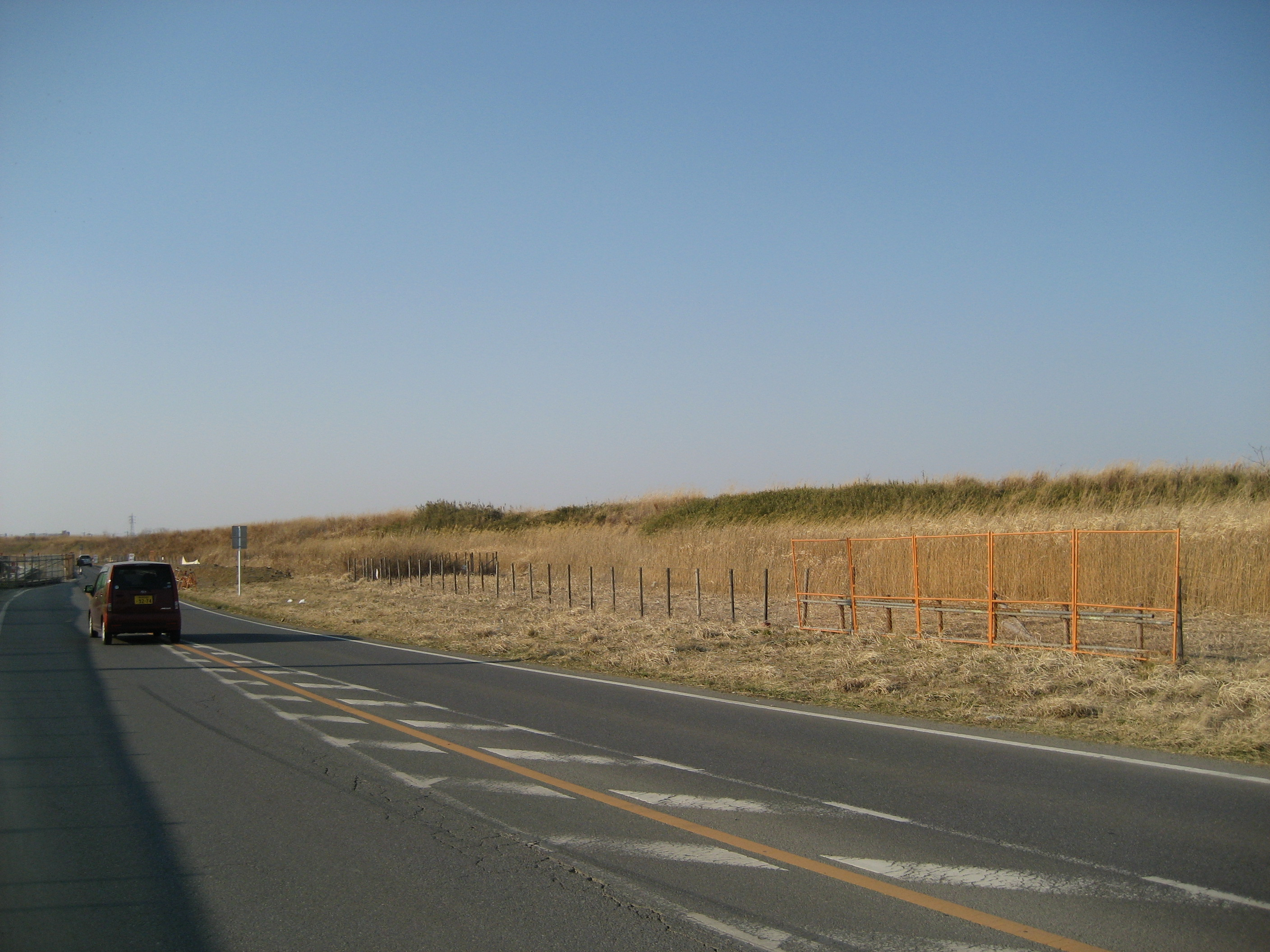
武蔵野操車場跡地（吉川市部分、2008年）
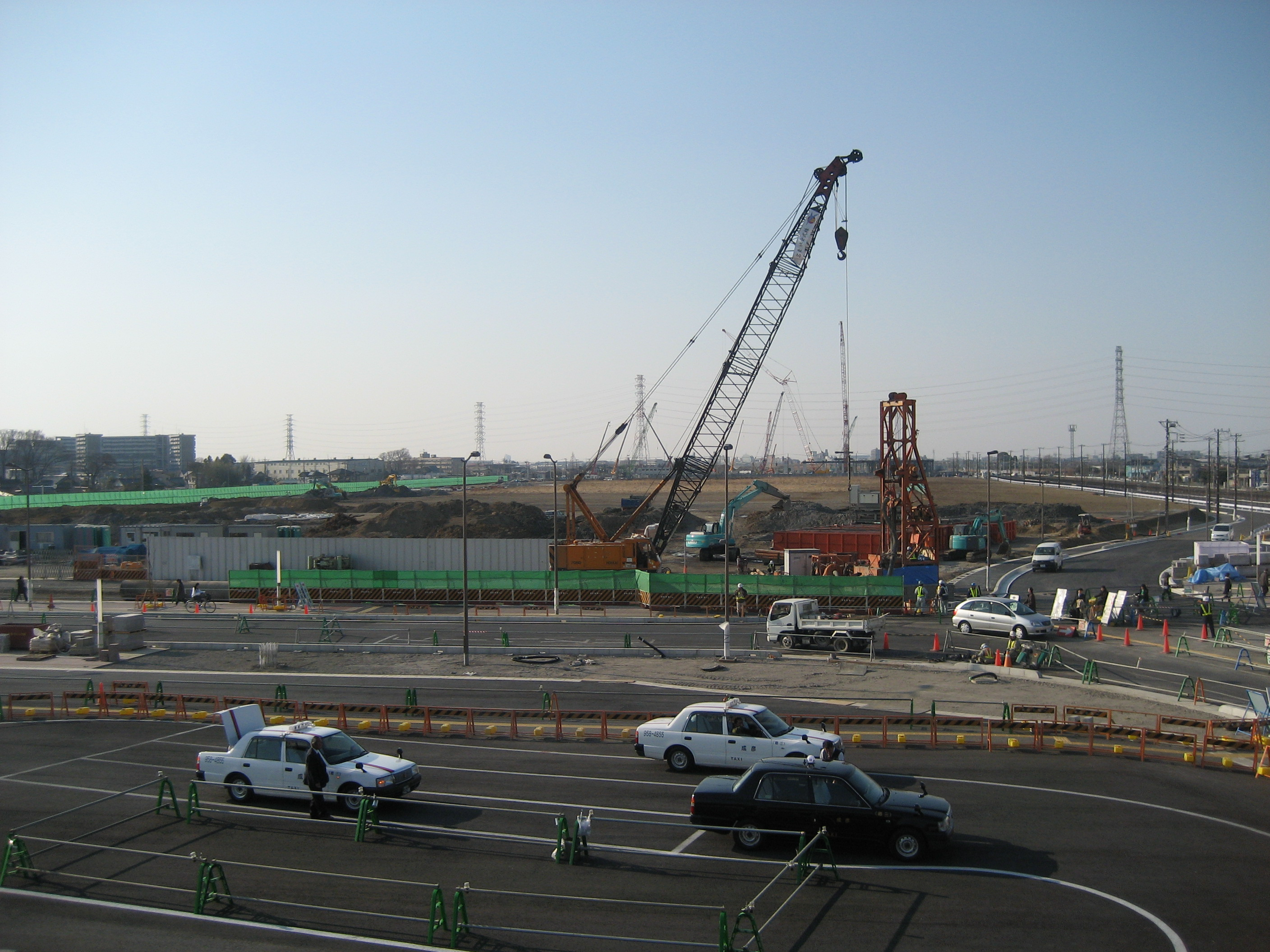
開発中の跡地（吉川駅方面、2008年）

## 隣の駅
日本国有鉄道
武蔵野線
吉川駅 - 武蔵野操車場 - 三郷駅